# Kailash Chandra Joshi

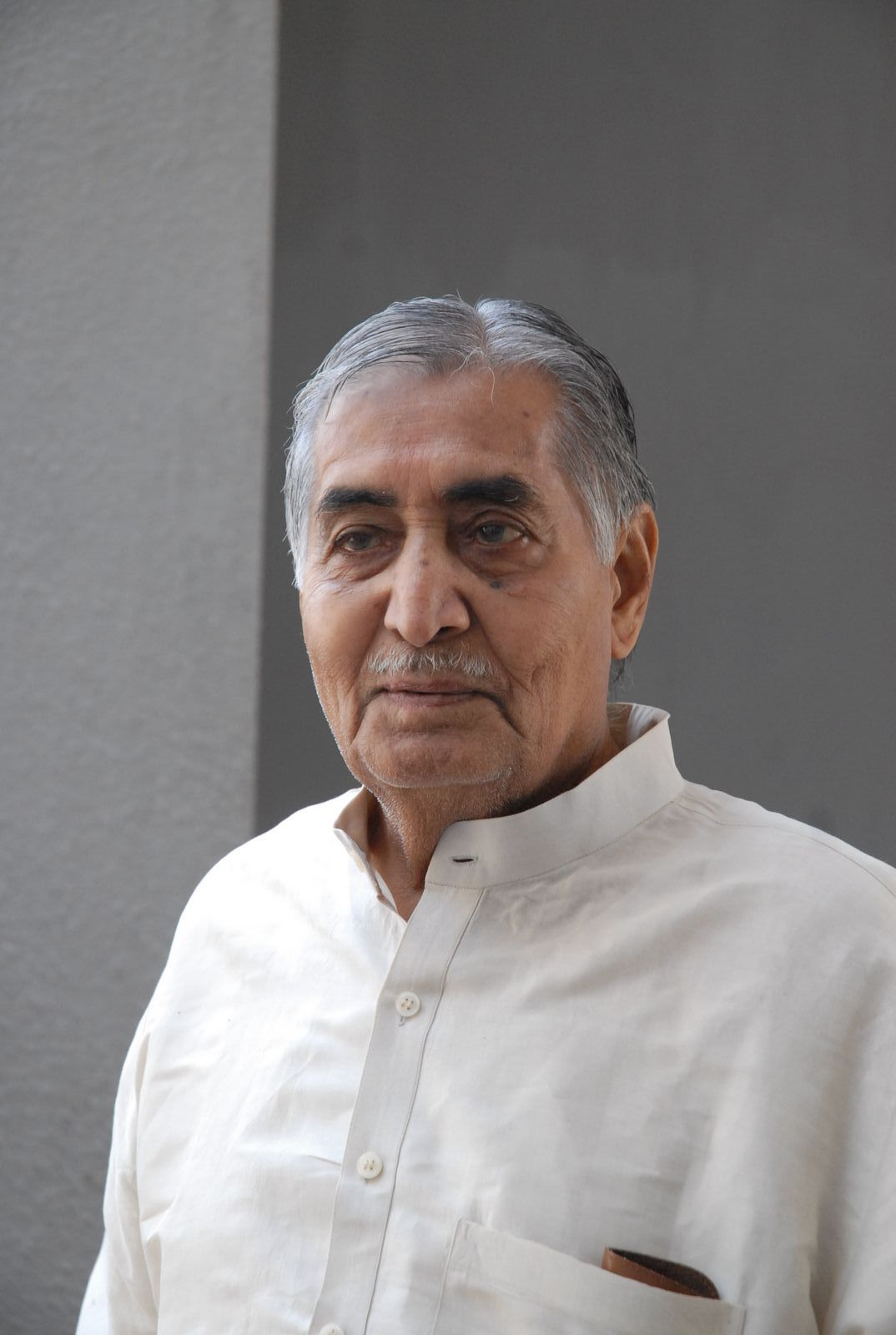
Kailash Chandra Joshi (9. Mai 2008)

Kailash Chandra Joshi (* 14. Juli 1929 in Hatpipliya, Fürstenstaat Dewas, Britisch-Indien; † 24. November 2019 in Bhopal, Madhya Pradesh) war ein indischer Politiker der Janata Party (JP) sowie der Bharatiya Janata Party (BJP), der sowohl Mitglied der Rajya Sabha, des Oberhauses des indischen Parlaments, als auch Mitglied der Lok Sabha, des Unterhauses des Parlaments, war. Er war zudem zwischen 1977 und 1978 Chief Minister von Madhya Pradesh.

## Leben

### Chief Minister von Madhya Pradesh
Kailash Chandra Joshi, Sohn von Umashankar Joshi und Rambha Bai Joshi, war nach dem Schulbesuch als Landwirt tätig. Seine politische Laufbahn begann er für die Jan Sangh Legislative Party, für die er 1962 erstmals zum Mitglied der Legislativversammlung (Madhya Pradesh Legislative Assembly) des Bundesstaates Madhya Pradesh gewählt wurde. Er wurde in der Folgezeit sieben Mal wiedergewählt und gehörte der Legislativversammlung 36 Jahre lang bis 1998 an. zu Beginn seiner Abgeordnetentätigkeit war er von 1963 bis 1967 erst Sekretär und danach zwischen 1970 und 1972 stellvertretender Vorsitzender der Jan Sangh Legislative Party in Madhya Pradesh. Danach fungierte er von 1972 bis 1977 als Leader of Opposition und somit als Oppositionsführer in der Legislativversammlung.
Als Nachfolger von Shyama Charan Shukla vom Indischen Nationalkongress (INC) sowie nach einer darauf folgenden knapp zweimonatigen Präsidialregierung (President’s rule) wurde Joshi für die Janata Party (JP) am 26. Juni 1977 Chief Minister von Madhya Pradesh. Er bekleidete dieses Amt bis zum 25. Januar 1978 und wurde daraufhin von seinem Parteifreund Virendra Kumar Saklecha abgelöst. In dessen Regierung fungierte er zwischen 1978 und 1980 als Minister für Handel und Energie. Später war er zwischen 1985 und 1990 erneut Oppositionsführer der Bharatiya Janata Party (BJP) in der Legislativversammlung, ehe er von 1990 bis 1992 Energieminister in der Regierung von Chief Minister Sunderlal Patwa war.

### Mitglied von Rajya Sabha und Lok Sabha
Am 3. April 2000 wurde Kailash Chandra Joshi für die BJP Mitglied der Rajya Sabha, des Oberhauses des indischen Parlaments, und gehörte diesem bis zum 13. Mai 2004 an. Während dieser Zeit war er von 2000 bis 2002 zunächst Mitglied des Landwirtschaftsausschusses sowie zwischen April 2001 und Mai 2004 auch Mitglied des Ausschusses für die offizielle Sprache und zugleich von November 2001 bis April 2002 zudem Mitglied des Beratungsausschusses des Ministeriums für ländliche Entwicklung. Zuletzt war er zwischen April 2002 und Februar 2004 Vorsitzender des Handelsausschusses und darüber hinaus von Januar 2002 und Mai 2004 Mitglied des Ausschusses für allgemeine Angelegenheiten sowie des Weiteren zwischen Januar 2003 und Februar 2004 Mitglied des Gemeinsamen Parlamentsausschusses von Lok Sabha und Rajya Sabha für die Aufstellung von Porträts und Statuen von nationalen Führern und Abgeordneten im Komplex des Parlamentsgebäudes.
Bei der Wahl zwischen dem 20. April 2004 und dem 10. Mai 2004 im Wahlkreis Bhopal auch zum Mitglied der Lok Sabha gewählt, des Unterhauses des Parlaments. In der darauf folgenden 14. Legislaturperiode war er zwischen 2004 und 2009 Mitglied des Eisenbahnausschusses sowie des Ausschusses für städtische Entwicklung. Des Weiteren war er von 2004 bis 2006 Mitglied des Ausschusses für Informationstechnologie und wurde am 2. Januar 2006 ferner Mitglied des Gemeinsamen Parlamentsausschusses für Waqf, ein der Stiftung vergleichbares Institut des islamischen Rechts, im Deutschen auch als fromme Stiftung bezeichnet. Bei der Wahl am 16., 22./23. und 30. April sowie am 7. und 13. Mai 2009 wurde er im Wahlkreis Bhopal erneut zum Mitglied der Lok Sabha gewählt und gehörte dem Unterhaus bis zur Wahl vom 7. April 2014 bis zum 12. Mai 2014 an. Während dieser Zeit war er seit dem 31. August 2009 weiterhin Mitglied des Ausschusses für städtische Entwicklung. 
Aus seiner am 15. März 1951 geschlossenen Ehe mit Tara Joshi gingen drei Söhne sowie drei Töchter hervor.